# Elvir Koljić
Elvir Koljić, né le 8 juillet 1995 à Valladolid en Espagne, est un footballeur international bosnien. Il évolue à l'Universitatea Craiova au poste de attaquant.

## Biographie

### En club

#### CSU Craiova (depuis 2018)
En août, Elvir Koljić est transféré en Roumanie, à l' Universitatea Craiova pour un montant non divulgué. Il fait ses débuts officiels pour l'équipe contre le Dinamo Bucarest le 1er septembre et a réussi à marquer un but.
En juillet 2020, il prolonge son contrat jusqu'en juin 2025.
Il remporte son premier trophée avec le club le 22 mai 2021, en battant Astra Giurgiu en finale de Coupe de Roumanie.

### En équipe nationale
Le 29 janvier 2018, il fait ses débuts avec la Bosnie-Herzégovine, lors d'un match amical contre les États-Unis (nul 0-0).